# Michael Klingler
Pour les articles homonymes, voir Klingler.
Michael Klingler, né le 6 février 1983 à Grabs, en Suisse, est un bobeur lichtensteinois qui occupe la place de pilote. Au cours de sa carrière, il a notamment participé aux Jeux olympiques de 2010 à Vancouver.
Son meilleur résultat est une 4e place dans une épreuve de bob à deux disputée sur la piste de Lake Placid.